# Requena-Utiel (stacja kolejowa)
Requena-Utiel (hiszp: Estación de Requena-Utiel) – stacja kolejowa w miejscowości Requena, w prowincji Walencja, we wspólnocie autonomicznej Walencja, w Hiszpanii.
Obsługiwana jest przez pociągi dużej prędkości Alta Velocidad Española, kursujące na linii Madryt – Levante AVE.
Jej otwarcie nastąpiło do użytku komercyjnego pod koniec 2010 roku w związku z otwarciem linii dużych prędkości, na której się znajduje.

## Charakterystyka
Budynek dworca ma powierzchnię około 1200 m², z 62 metrów długości i 20 szerokości. Składa się z trzech części o różnych wysokościach połączonych ze sobą, w których znajduje się w hol, miejsca sprzedaży biletów i toalety.
Nowa stacja jest "przyjazna dla środowiska", posiada panele słoneczne do produkcji ciepłej wody i panele fotowoltaiczne z energii słonecznej, które przekształcają ją w energię elektryczną.
Stacja posiada dwie perony o długości 400 metrów, 8 metrów szerokości i zadaszenie nad peronami.

## Linie kolejowe
- Madryt – Levante AVE